# Тимошинская (Каргопольский район)
Тимошинская — деревня в Каргопольском районе Архангельской области России. Входит в состав Павловского сельского поселения.

## История
В «Списке населенных мест Российской империи», изданном в 1879 году, населённый пункт упомянут как деревня Каргопольского уезда (1-го стана), при озере Лача, расположенная в 37 верстах от уездного города Каргополя. В деревне насчитывалось 15 дворов и проживало 73 человека (30 мужчин и 43 женщины). Действовала православная часовня.
По данным 1905 года имелось 17 домов и проживало 112 человек (47 мужчин и 65 женщин). В административном отношении деревня входила в состав Нокольского общества Калитинской волости. Имелись 11 лошадей, 25 коров и 50 голов прочего скота.

## География
Деревня находится в юго-западной части Архангельской области, в южной зоне средней тайги, на юго-восточном берегу озера Лача, на расстоянии примерно 30 километров (по прямой) к югу от города Каргополя, административного центра района.

### Часовой пояс
Тимошинская, как и вся Архангельская область, находится в часовой зоне МСК (московское время). Смещение применяемого времени относительно UTC составляет +3:00.

## Население
| 2002 | 2010 | 2012 |
| ---- | ---- | ---- |
| 11   | ↘8   | ↘7   |

Национальный состав
Согласно результатам переписи 2002 года, в национальной структуре населения русские составляли 100 %.

## Улицы
Уличная сеть деревни состоит из двух улиц (1-я линия и 2-я линия).